# 아계 이산해 기성록 초고본
아계 이산해 기성록 초고본(鵝溪 李山海 箕城錄 草稿本)은 대전광역시 중구 대종로 425에 있는 조선시대의 책이다. 2017년 6월 19일 대전광역시의 유형문화재 제54호로 지정되었다.

## 개요
아계 이산해 기성록 초고본은 아계 이산해의 자필본으로 추정된다. 본서의 발문에 의하면 아계 이산해가 자필로 1594년에 편찬하여 아들 이경전에게 준 것이다. 이산해의 아들 이경전은 이것을 저본으로 하여 그가 충홍도관찰사로 재임하였던 1612년(광해군4) 6월 5일에서부터 1613년(광해군 5) 2월 8일 사이에 목판본으로 『아계유고』의「기성록」을 간행하였다. 이러한 자료적 가치가 있는 본서는 대전광역시 유형문화재로 지정하여 보존할만한 역사적, 학술적 가치가 있다.

## 참고 자료
- 아계 이산해 기성록 초고본 - 국가유산청 국가유산포털